# یک گام بزرگ (فیلم)
«یک گام بزرگ» (آلمانی: Der grosse Sprung) فیلمی است به کارگردانی آرنولد فانک که در سال ۱۹۲۷ منتشر شد. از بازیگران آن می‌توان به لنی ریفنشتال، لوئیس ترنکر، و پل گریتز اشاره کرد.